# Estadi 1 de Novembre de 1954
L'Estadi 1 de Novembre de 1954 (francès: Stade 1er Novembre 1954; àrab: ملعب 1 نوفمبر 1954, Malʿab 1 Nufambar 1954) és un estadi de futbol de la ciutat de Batna, Algèria.